# 7.º Escuadrón de Cruceros
El 7.º Escuadrón de Cruceros (también conocido como Fuerza de cruceros C y apodado durante la Primera Guerra Mundial Escuadrón del cebo vivo) fue una fuerza de bloqueo de la Marina Real británica durante la Primera Guerra Mundial utilizada para cerrar el Canal de la Mancha al tráfico alemán. Se empleó para patrullar un área del Mar del Norte conocida como Broad Fourteens en apoyo de los barcos que custodiaban la entrada norte del Canal. El Escuadrón había formado parte de la Tercera Flota de la Flota Nacional.
El escuadrón llamó la atención del público cuando el 22 de septiembre de 1914, tres de los cruceros fueron hundidos por un submarino alemán mientras patrullaban. Aproximadamente 1450 marineros murieron y hubo una protesta pública por las pérdidas. El incidente erosionó la confianza en el gobierno y dañó la reputación de la Royal Navy, en un momento en que muchos países aún estaban considerando a qué lado podrían apoyar en la guerra.

## Creación
El 7.º Escuadrón de Cruceros (también conocido como Fuerza de cruceros C 1914) fue creado en el Nore como parte de la reorganización de la Home Fleet de la Marina Real británica que entró en servicio el 1 de mayo de 1912. Formó parte de la Tercera Flota de las Flotas Nacionales (Home Fleets) y sirvió efectivamente como una fuerza de reserva estacionada en la costa sur de Inglaterra. El escuadrón estaba compuesto principalmente por cinco de los seis cruceros acorazados clase Cressy, que habían sido transferidos del 6.º Escuadrón de Cruceros de la antigua estructura divisional de las Flotas Nacionales y ya se consideraban obsoletos a pesar de tener menos de 12 años. Su estatus significaba que la mayor parte del tiempo estaban tripulados por «tripulaciones de núcleo», una innovación introducida por el almirante John «Jackie» Fisher unos años antes. Las tripulaciones de sus barcos de 700 hombres más oficiales solo fueron llevados a plena fuerza para maniobras o movilizaciones. Se esperaba que las tripulaciones del núcleo mantuvieran los barcos en condiciones de navegar el resto del tiempo.
Las maniobras de 1913 ilustran el sistema. En junio, el Almirantazgo anunció el mando de escuadrones. Como formación de reserva, el 7.º Escuadrón de Cruceros no tenía oficial de bandera hasta el 10 de junio, cuando al contraalmirante Gordon Moore —Tercer Lord del Mar— se le dio el mando al despedirse del Almirantazgo. Enarboló su insignia en el HMS Bacchante el 15 de julio. Todos los barcos del escuadrón se habrían reforzado con hombres de otras partes de la marina y de la Reserva Naval Real. Las maniobras tuvieron lugar y el 9 de agosto el contraalmirante Moore arríó su insignia y el 16 las tripulaciones del escuadrón se redujo a la comisión de reserva.

## Primera Guerra Mundial

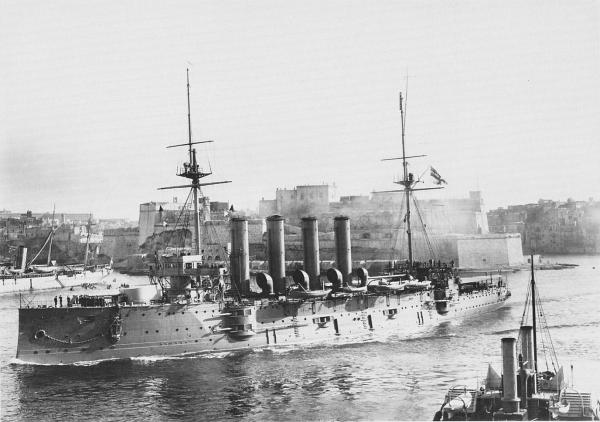
HMS Aubokir

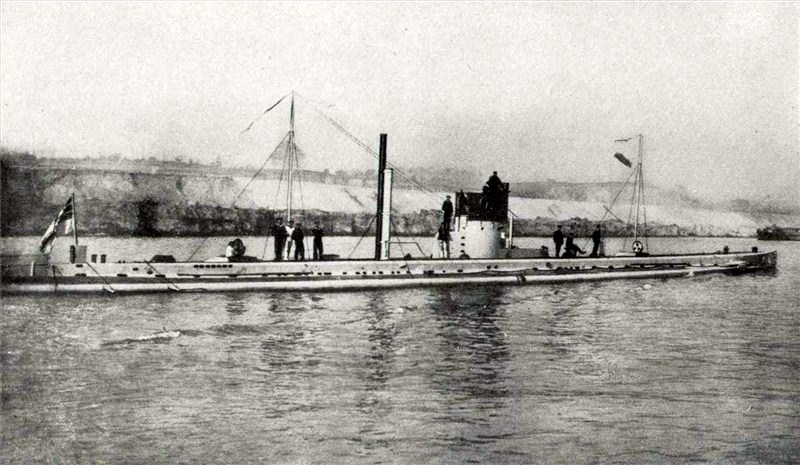
El Uboot 9 causante del hundimiento de los tres buques

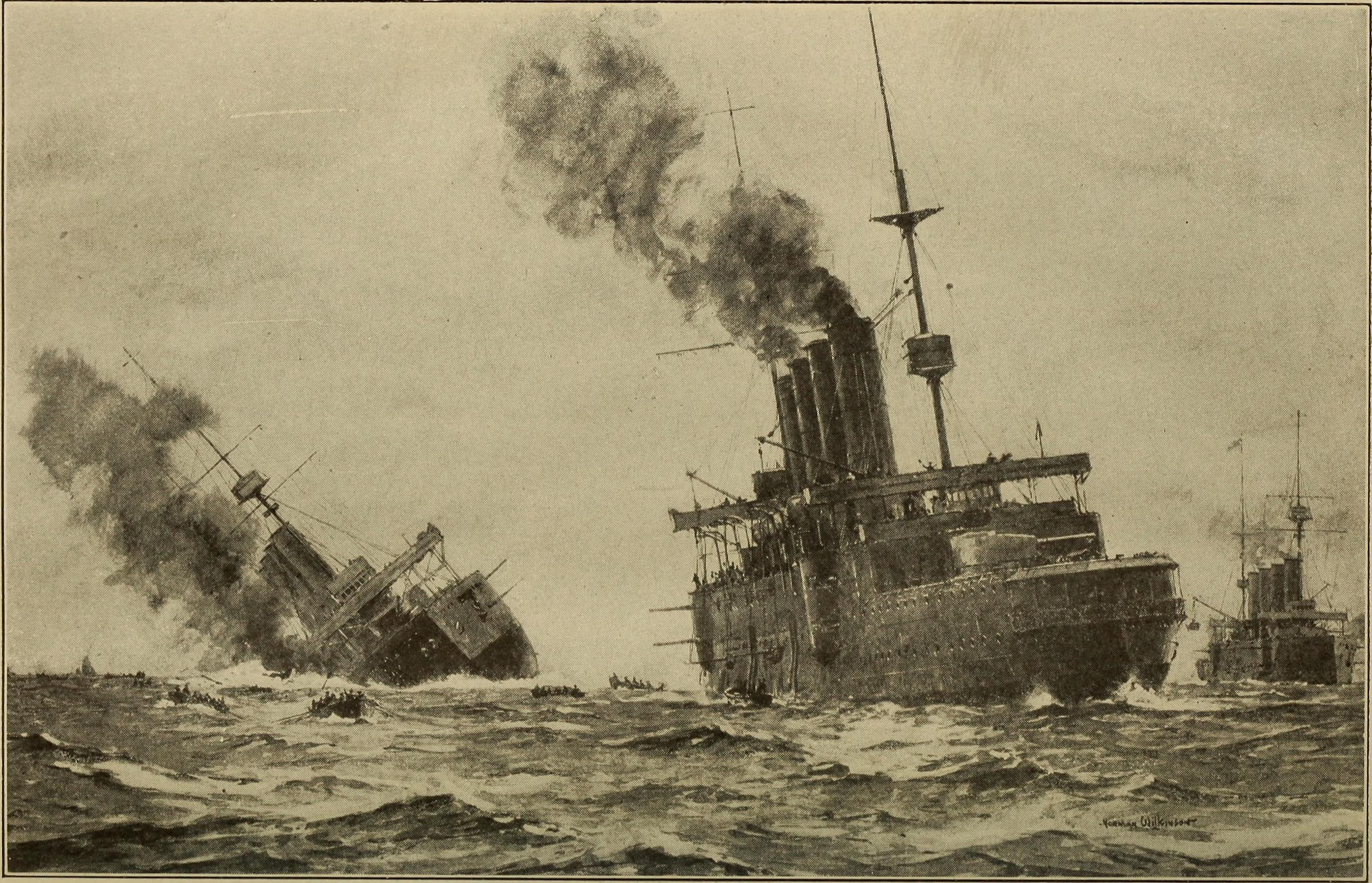
Representación del hundimiento

Tras el estallido de la guerra con Alemania en 1914, la Segunda y Tercera Flotas de la Marina Real se combinaron para formar la Flota del Canal. El 7.º Escuadrón de Cruceros estaba formado por los cruceros HMS Aboukir, HMS Hogue, y HMS Cressy, HMS Bacchante y HMS Euryalus. Su tarea era patrullar las aguas relativamente poco profundas de banco Dogger y Broad Fourteens en el Mar del Norte, con el apoyo de destructores de la Fuerza de Harwich. El objetivo era proteger los barcos que transportaban suministros entre Gran Bretaña y Francia contra los barcos alemanes que operan desde los puertos navales del norte de Alemania.
Aunque los cruceros habían sido diseñados para una velocidad de 21 nudos (39 km/h; 24 mph), el desgaste de sus maquinarias significaba que ahora solo podían desplazarse a 15 nudos (28 km/h; 17 mph) como máximo y, más típicamente, solo 12 nudos. (22 km/h; 14 mph). El mal tiempo a veces significaba que los destructores más pequeños no podían navegar y, en esos momentos, los cruceros patrullaban solos. Se mantuvo una patrulla continua con algunos barcos en la estación, mientras que otros regresaron al puerto en busca de carbón y suministros.
Del 26 al 28 de agosto de 1914, el escuadrón se mantuvo en reserva durante las operaciones que llevaron a la batalla de la bahía de Heligoland.

### Escuadra del cebo vivo
El 21 de agosto, el comodoro Roger Keyes, al mando de un escuadrón de submarinos también estacionado en Harwich, escribió a su superior, el almirante Sir Arthur Leveson, advirtiéndole que, en su opinión, los barcos corrían un riesgo extremo de ser atacados y hundidos por barcos alemanes debido a su antigüedad y a la falta de experiencia de sus tripulaciones. El riesgo para los barcos era tan severo que se habían ganado el apodo de "escuadrón de cebo vivo" dentro de la flota. El 17 de septiembre, la nota llegó a la atención del Primer Lord del Almirantazgo Winston Churchill, quien se reunió con Keyes y con el comodoro Reginald Tyrwhitt, comandante de un escuadrón de destructores que operaba desde Harwich, mientras viajaba a Scapa Flow para visitar la Gran Flota el 18 de septiembre. Churchill, en consulta con el Primer Lord del Mar, el príncipe Luis de Battenberg, acordó que los cruceros deberían retirarse y escribió un memorando que decía:

Las Bacchantes no deberían seguir con este ritmo. Los riesgos para esos buques no se justifican por ningún servicio que puedan prestar.

El vicealmirante Frederick Sturdee, jefe del estado mayor de guerra del Almirantazgo, objetó que, si bien los cruceros debían reemplazarse, no había barcos modernos disponibles y los barcos más antiguos eran los únicos barcos que podían utilizarse durante el mal tiempo. Por lo tanto, se acordó entre Battenberg y Sturdee dejarlos en la estación hasta la llegada de los nuevos cruceros de la clase Arethusa que se estaban construyendo.

### Hundimiento de los tres cruceros
Alrededor de las 06:00 del 22 de septiembre, los tres cruceros Aboukir, Cressy y Hogue navegaban solos a 10 nudos (19 km/h; 12 mph) en línea. El buque insignia del 7.º Escuadrón de Cruceros, su gemelo, el HMS Euryalus, así como el crucero ligero los destructores que formaban su escolta, se habían visto obligados a regresar a su base debido al mal tiempo, dejando a los tres obsoletos cruceros por su cuenta. Fueron avistados por el submarino alemán SM U-9, comandado por el teniente Otto Weddigen. Los cruceros no navegaban en zigzag, que era la táctica habitual con la que evitar ataques de submarinos, aunque todos los barcos tenían puestos de observación para buscar periscopios y había un cañón preparado para abrir fuego a cada banda de cada barco.
Weddigen ordenó a su submarino que se sumergiera y cerró el rango con los desprevenidos buques británicos. A quemarropa, disparó un torpedo contra el Aboukir que le rompió la quilla y se hundió en 20 minutos con la pérdida de 527 vidas. Los capitanes de los Cressy y Hogue pensaron que el Aboukir había impactado contra una mina y se acercaron para ayudar a los supervivientes, comenzando el Hogue con la tarea de recogerlos. Weddigen disparó dos torpedos contra el Hogue, hiriéndolo mortalmente, pero el submarino salió a superficie y empezaron a dispararle. Cuando el Hogue se hundió, el capitán del Cressy supo que el escuadrón estaba siendo atacado por un submarino y debería haber intentado huir; pero en aquella época, esto aún no se consideraba la acción adecuada a tomar. El Cressy se detuvo entre los supervivientes y Weddigen disparó sus dos últimos torpedos contra el Cressy. que también terminó hundido.
Buques holandeses estaban cerca y los destructores de Harwich se desplazaron al lugar del ataque ante las señales de socorro; la valiente intervención de dos guardacostas holandeses y un arrastrero inglés impidió que la pérdida de vidas fuera aún mayor de lo que fue. Los barcos de rescate salvaron a 837 hombres, pero de las vidas de 1397 tripulantes y 62 oficiales se perdieron en el ataque. Una clase de cadetes navales de Dartmouth estaba a bordo de estos barcos, y muchos de ellos fallecieron en el desastre.

### Secuelas al hundimiento
Otto Weddigen regresó a Alemania como el primer héroe naval de la guerra y fue galardonado con la Cruz de Hierro de Primera y de Segunda Clase. Cada miembro de su tripulación recibió la Cruz de Hierro de Segunda Clase. El logro alemán sacudió la reputación de la Marina Real británica en todo el mundo. A pesar de la obsolescencia de los buques de la clase Cressy, muchos británicos no creían que el hundimiento de tres grandes buques acorazados pudiera haber sido obra de un solo submarino, sino que debían haber estado involucrados otros sumergibles y quizás otros buques no británicos. Los almirantes Beatty y Fisher se pronunciaron contra la locura de colocar los cruceros donde habían estado. El público culpó ampliamente a Churchill por el desastre a pesar de su memorando del 18 de septiembre de que los barcos más antiguos no deberían usarse en dichas tareas.
El contralmirante Arthur Christian fue suspendido con media paga y luego reinstalado por Battenberg. Drummond fue criticado por no zigzaguear para evitar el ataque de submarinos y por no solicitar el apoyo de destructores tan pronto como el clima mejoró. Los capitanes de barcos que no habían experimentado ataques submarinos no se habían tomado en serio la táctica del zig-zag para evitar este tipo de ataques; táctica que a partir de entonces se hizo obligatoria en aguas peligrosas. Todos los grandes buques de guerra recibieron instrucciones de no acercarse nunca a un barco gravemente dañado por una mina o un torpedo, sino que debían alejarse y dejar el rescate de los superviviente a buques más pequeños.
Tres semanas más tarde, el héroe de guerra alemán Weddigen, que ahora operaba en U-9 frente a Aberdeen, torpedeó y hundió al HMS Hawke, un crucero protegido británico que tampoco estaba navegando en zig-zag en aguas hostiles. Weddigen murió en marzo de 1915 durante una incursión alemana en el fiordo de Firth cuando su submarino, el SM U-29, fue embestido intencionalmente por el acorazado Dreadnought. Los barcos restantes de la clase Cressy se dispersaron de las islas británicas. Los restos del 7.º Escuadrón de Cruceros se reconstituyeron al año siguiente como parte de la Gran Flota, que contenía muchos barcos mejor blindados y más modernos que los Bacchantes, pero en 1916 el 7.º se disolvió de nuevo.

## Segunda Guerra Mundial
El escuadrón fue puesto en servicio por tercera vez el 18 de julio de 1940 bajo el mando del contralmirante Edward de Faye Renouf. Era una unidad dentro de la Fuerza de Patrulla del Norte, entonces bajo el mando del vicealmirante sir Max Horton. El 12 de octubre de 1940, en cabo Passaro, los HMS Ajax, el HMS York y el HMAS Sydney en una acción nocturna, entablan combate con tres destructores italianos, el Ariel, el Airone y el Artiglieri, en la batalla del cabo Passaro. En marzo de 1941 el escuadrón fue disuelto.

## Contraalmirantes al mando
Incluidos:
|                                                                 | Empleo          | Enseña | Nombre                 | Fechas                                   |
| --------------------------------------------------------------- | --------------- | ------ | ---------------------- | ---------------------------------------- |
| Contraalmirantes al mando del 7º Escuadrón de cruceros          |                 |        |                        |                                          |
| 1                                                               | Contraalmirante |        | Gordon Moore           | 10 de junio-9 de agosto de 1913          |
| Escuadrón disuelto desde 09/1913 al 07/1914 (puesto en reserva) |                 |        |                        |                                          |
| 2                                                               | Contraalmirante |        | Arthur H. Christian    | 13 de julio de 1914-26 de julio de3 1914 |
| 3                                                               | Contraalmirante |        | Henry H. Campbell      | 1 de agosto de 1914-6 de octubre de 1914 |
| Escuadrón disuelto desde 10/1915 al 12/1915                     |                 |        |                        |                                          |
| 4                                                               | Contraalmirante |        | Arthur W. Waymouth     | 14 de enero de 1915-6 de abril de 1915   |
| 5                                                               | Contraalmirante |        | Henry Loftus Tottenham | 7 de abril de 1915-25 de octubre de 1915 |
| 6                                                               | Contraalmirante |        | Herbert L. Heath       | 24 de octubre de 1915-5 de junio de 1916 |
| Escuadrón disuelto de 08/1916 al 06/1940                        |                 |        |                        |                                          |
| 7                                                               | Contraalmirante |        | Edward de F. Renouf    | 18 de julio de 1940-6 de marzo de 1941   |